# Latvajärvi (sjö i Finland, Norra Österbotten, lat 65,52, long 27,22)
Latvajärvi är en sjö i Finland. Den ligger i kommunen Pudasjärvi i landskapet Norra Österbotten, i den centrala delen av landet, 600 km norr om huvudstaden Helsingfors. Latvajärvi ligger 131 meter över havet. Arean är 36,6 hektar och strandlinjen är 2,55 kilometer lång. Sjön  ingår i Ijo älvs huvudavrinningsområde.   Trakten runt Latvajärvi består huvudsakligen av våtmarker.